# میکو فوکویی
میکو فوکویی (انگلیسی: Mieko Fukui; ۳ دسامبر ۱۹۵۶ – ۳۰ نوامبر ۱۹۸۰) بازیکن بسکتبال اهل ژاپن بود.